# Riella bialata
Riella bialata là một loài rêu trong họ Riellaceae. Loài này được Trab. mô tả khoa học đầu tiên.